# Fußball-Verbandsliga Sachsen-Anhalt
Die Verbandsliga Sachsen-Anhalt ist die höchste Spielklasse des Fußballverbandes in Sachsen-Anhalt.

## Struktur
Die Verbandsliga Sachsen-Anhalt ist innerhalb des Spielbetriebes des Deutschen Fußball-Bundes seit 2008 eine der sechsthöchsten Spielklassen. Der Meister steigt direkt in die Oberliga Nordost auf, dabei entscheidet die regionale Lage, ob der Verein in die Nord- oder in die Südstaffel eingegliedert wird. Die Zahl der Absteiger richtet sich nach den Absteigern aus den höheren Ligen, es steigen aber in der Regel zwei Vereine in die Landesliga (Nord- und Südstaffel) ab. In der Saison 2006/07 führte die Verbandsliga nach dem Sponsor, einer privaten Rundfunkstation, die Bezeichnung „Radio Brocken Verbandsliga“.

## Vorgeschichte
Bereits von 1948 bis 1952 gab es eine Fußball-Liga im Land Sachsen-Anhalt. Nachdem am Ende des Zweiten Weltkrieges das bisherige Sportsystem zusammengebrochen war, entwickelte sich in der sowjetischen Besatzungszone ab 1946 ein regional eng begrenzter Fußballspielbetrieb. In Sachsen-Anhalt wurde erstmals in der Saison 1948/49 in einem landesweiten Ligasystem eine Fußballmeisterschaft ausgespielt. 20 Mannschaften waren in zwei Staffeln der Landesklasse (Nord und Süd) eingeteilt. Unter ihnen waren die Vorgänger der späteren DDR-Oberligisten
- Lok Stendal (SG Blau Weiß Stendal, spätere SG Eintracht Stendal)
- Hallescher FC Chemie (SG Freiimfelde Halle)
- Motor Dessau (SG Sport-Union Dessau) und
- Fortschritt Weißenfels (SG Weißenfels-Süd).

Im Endspiel um die Sachsen-Anhalt-Meisterschaft 1949 siegte die aus der SG Freiimfelde Halle hervorgegangene ZSG-VVB Halle (spätere ZSG Union Halle) mit 2:0 über die SG Eintracht Stendal. Die weiteren Meister hießen BSG Eisenhüttenwerk Thale (1950), BSG Stahl Magdeburg (1951) und BSG Chemie Wolfen (1952).
1948/49 war die Landesklasse Sachsen-Anhalt wie die entsprechenden Ligen in den anderen ostdeutschen Ländern die höchste Liga in der sowjetischen Besatzungszone. In der Saison 1949/50 wurde sie unter der neuen DS-Oberliga zweitklassig und nach Einführung der DDR-Liga 1950/51 dritthöchste Liga.
Mit Abschaffung der ostdeutschen Länder und Einführung der DDR-Bezirke wurden auch die Landesligen eingestellt, an ihre Stelle traten (bis zur Saison 1989/1990) 15 Bezirksligen (in Sachsen-Anhalt die Bezirksliga Halle und die Bezirksliga Magdeburg). Die Bezirksmeister konnten sich über Aufstiegsspiele für die DDR-Liga qualifizieren.
In der Saison 1990/91 wurde aufgrund der politischen Veränderungen in der DDR und der damit einhergehenden Neugründung der Länder wieder eine Landesliga in Sachsen-Anhalt eingeführt. Sie bildete in der letzten DDR-Saison die dritthöchste Spielklasse. In der folgenden Saison nahmen alle Mannschaften der ehemaligen DDR, mittlerweile im NOFV organisiert, am Spielbetrieb des DFB teil. Es war die erste Saison seit Ende des Zweiten Weltkrieges, in der wieder ein gesamtdeutscher Meister ermittelt wurde und alle deutschen Vereine wieder innerhalb eines Ligasystems um Punkte spielten. Die Landesliga Sachsen-Anhalt bildete bis zum Ende der Saison 1993/94 die vierthöchste Spielklasse. Die Wiedereinführung der Regionalligen mit Beginn der darauf folgenden Spielzeit bedeutete wiederum eine Abwertung der Spielklasse. Die mittlerweile in Verbandsliga umbenannte höchste Liga des Landes Sachsen-Anhalt bildete bis zur Einführung der 3. Liga in der Spielzeit 2008/09 die fünfthöchste Stufe im deutschen Fußball-Ligasystem.

## Landesmeistertitel

### Titelträger
- 1990/91: SV Merseburg 99
- 1991/92: FC Einheit Wernigerode
- 1992/93: SV Merseburg 99
- 1993/94: 1. FC Aschersleben
- 1994/95: VfL Halle 1896
- 1995/96: SV Fortuna Magdeburg
- 1996/97: Hallescher FC
- 1997/98: 1. FC Aschersleben
- 1998/99: FC Anhalt Dessau
- 1999/2000: Hallescher FC
- 2000/01: SV Braunsbedra
- 2001/02: FC Anhalt Dessau
- 2002/03: VfB Germania Halberstadt
- 2003/04: SV Dessau 05
- 2004/05: TSV Völpke
- 2005/06: SV Dessau 05
- 2006/07: VfB Sangerhausen
- 2007/08: FC Grün-Weiß Wolfen
- 2008/09: VfL Halle 1896
- 2009/10: 1. FC Magdeburg II
- 2010/11: FC Grün-Weiß Piesteritz
- 2011/12: Hallescher FC II
- 2012/13: Haldensleber SC  1
- 2013/14: BSV Halle-Ammendorf  2
- 2014/15: FSV Barleben
- 2015/16: SV Merseburg 99
- 2016/17: 1. FC Lok Stendal
- 2017/18: BSV Halle-Ammendorf  3
- 2018/19: 1. FC Romonta Amsdorf  4
- 2019/20: kein Meister  5
- 2020/21: kein Meister  5
- 2021/22: SV 1890 Westerhausen
- 2022/23: 1. FC Magdeburg II
- 2023/24: SV Blau-Weiß Zorbau
- 2024/25: 1. FC Lok Stendal

### Anzahl der Titel nach Vereinen
| Rang                                                                     | Verein                   | Meisterschaften | Jahre                       |
| ------------------------------------------------------------------------ | ------------------------ | --------------- | --------------------------- |
| 1                                                                        | Hallescher FC            | 3               | 1996/97, 1999/00, 2011/12 1 |
| 1                                                                        | SV Merseburg 99          | 3               | 1990/91, 1992/93, 2015/16   |
| 3                                                                        | BSV Halle-Ammendorf      | 2               | 2013/14, 2017/18            |
| 3                                                                        | 1. FC Aschersleben       | 2               | 1993/94, 1997/98            |
| 3                                                                        | FC Anhalt Dessau         | 2               | 1998/99, 2001/02            |
| 3                                                                        | SV Dessau 05             | 2               | 2003/04, 2005/06            |
| 3                                                                        | VfL Halle 1896           | 2               | 1994/95, 2008/09            |
| 3                                                                        | 1. FC Magdeburg II       | 2               | 2009/10, 2022/23            |
| 3                                                                        | 1. FC Lok Stendal        | 2               | 2016/17, 2024/25            |
| 10                                                                       | 1. FC Romonta Amsdorf    | 1               | 2018/19                     |
| 10                                                                       | FSV Barleben             | 1               | 2014/15                     |
| 10                                                                       | SV Braunsbedra           | 1               | 2000/01                     |
| 10                                                                       | VfB Germania Halberstadt | 1               | 2002/03                     |
| 10                                                                       | Haldensleber SC          | 1               | 2012/13                     |
| 10                                                                       | SV Fortuna Magdeburg     | 1               | 1995/96                     |
| 10                                                                       | FC Grün-Weiß Piesteritz  | 1               | 2010/11                     |
| 10                                                                       | VfB Sangerhausen         | 1               | 2006/07                     |
| 10                                                                       | TSV Völpke               | 1               | 2004/05                     |
| 10                                                                       | FC Einheit Wernigerode   | 1               | 1991/92                     |
| 10                                                                       | SV 1890 Westerhausen     | 1               | 2021/22                     |
| 10                                                                       | FC Grün-Weiß Wolfen      | 1               | 2007/08                     |
| 10                                                                       | SV Blau-Weiß Zorbau      | 1               | 2023/24                     |
| 1 Der Titel wurde von der zweiten Mannschaft des Halleschen FC gewonnen. |                          |                 |                             |

## Mitglieder der Verbandsliga Sachsen-Anhalt
In der Saison 2025/26 spielen folgende 16 Mannschaften in der Verbandsliga Sachsen-Anhalt:
| Verein                  | 2024/25 |
| ----------------------- | ------- |
| SV Blau-Weiß Zorbau     | 0A.     |
|                         |         |
| BSV Halle-Ammendorf     | 05.     |
| FSV Barleben            | 10.     |
| SC Bernburg             | 08.     |
| 1. FC Bitterfeld-Wolfen | 03.     |
| SV Dessau 05            | 11.     |
| SV Blau-Weiß Dölau      | 09.     |
| Haldensleber SC         | 14.     |
| SV Fortuna Magdeburg    | 04.     |
| VfB Merseburg           | 07.     |
| VfB Sangerhausen        | 06.     |
| SG Rot-Weiß Thalheim    | 13.     |
| SSC Weißenfels          | 02.     |
| SV 1890 Westerhausen    | 12.     |
|                         |         |
| SSV Havelwinkel Warnau  | 0N.     |
| SV Eintracht Emseloh    | 0N.     |

A. = Absteiger
N. = Aufsteiger